# جون بالمر (موسيقي بريطاني)
جون بالمر (بالإنجليزية: John Palmer) هو موسيقي بريطاني، ولد في 25 مايو 1943 في ورسستر في المملكة المتحدة.

## وصلات خارجية
- جون بالمر على موقع ميوزك برينز (الإنجليزية)
- جون بالمر على موقع ديسكوغز (الإنجليزية)